# Metalobosia cuprea
Metalobosia cuprea är en fjärilsart som beskrevs av William Schaus 1896. Metalobosia cuprea ingår i släktet Metalobosia och familjen björnspinnare. Inga underarter finns listade i Catalogue of Life.